# Chiesa di San Giovanni (Bellagio)
La chiesa di San Giovanni è un edificio di culto cattolico situato nella frazione San Giovanni di Bellagio, in provincia di Como. Sede dell'omonima parrocchia, è la chiesa matrice della pieve di Bellagio.

## Storia
L'attuale chiesa, in stile barocco, fu edificata a partire dal 1584 (in parte nel 1685) sull'area in cui sorgeva un precedente tempio dedicato al Battista, risalente almeno al X secolo (questo dato è certo in quanto alcuni documenti parrocchiali citano un certo Adamo, presbitero di San Giovanni nel 995, e Arioaldo, nel 1009). Nessuna traccia è rimasta di tale struttura; ma si ritiene che l'attuale oratorio – che si trova appena a Sud della chiesa – sia stato edificato sulle fondamenta della chiesa precedente.
Alcune dispute relative ad alcune proprietà dislocate sul territorio videro per lungo tempo i sacerdoti della collegiata di San Giovanni (attestati nel numero di sette in un documento datato 1295) contrapposti agli abati milanesi di Sant'Ambrogio.
L'impianto originario a tre navate è ancora attestato fin'oltre la metà del Cinquecento, con la navata centrale a essere rinnovata durante gli interventi del 1584.
La conformazione che la chiesa mantiene ancor oggi fu definita nel 1785 – anno in cui subì un restauro e un ampliamento: all'esterno, fu innalzata la facciata barocca. All'interno fu collocato l'altare maggiore in legno intagliato dorato, con il corredo di statue lignee – opera Seicentesca di artisti valtellinesi; furono eseguiti le decorazioni a stucco (tra cui spiccano le imponenti lesene finto-marmoree) e gli affreschi che coprono la volta a botte, l'abside e la cupola ribassata all'incrocio della navata unica col largo e ampio transetto. Il coro ligneo, risalente anch'esso al XVIII secolo, è finemente intarsiato in noce. Al termine dei lavori, la chiesa fu consacrata dal vescovo Giambattista Mugiasca (1785).

## Descrizione

### Interno

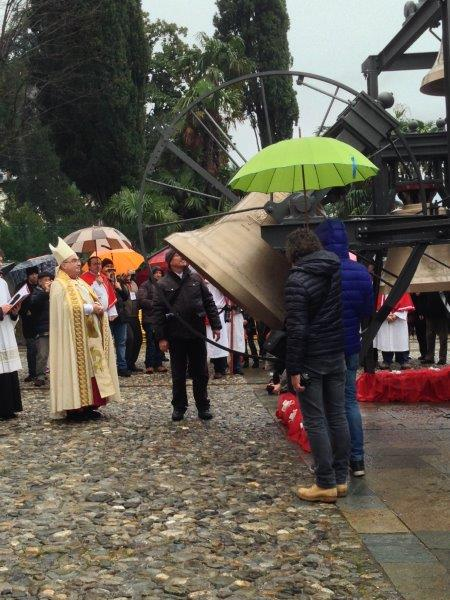
Benedizione delle campane di Bellagio

Gli altari laterali, posti alle due estremità del transetto, sono realizzati in marmi policromi. In quello settentrionale (entrando, a sinistra – in quanto la chiesa è orientata ad Oriente) è posta una pala di Gaudenzio Ferrari, una tela ad olio del 1532 raffigurante il Cristo risorto con santi – dono della famiglia Frizzoni. Sull'altare opposto trova invece collocazione una Madonna delle Grazie, affresco di scuola lombarda. Si segnala anche la presenza di una pregevole scultura, un'Immacolata Concezione della scuola del Bernini, realizzata in marmo di Carrara. Quest'ultima opera è attribuita alla mano di Ercole Ferrata. Nella chiesa si conserva inoltre una croce astile del XV secolo.

### Campane
Le attuali campane, in Si2, sono state realizzate in sostituzione di cinque precedenti logore campane. Forgiate dalla fonderia Grassmayr di Innsbruck il 26 luglio 2013, le nuove campane vennero benedette solennemente in piazza il 5 gennaio 2014 dal vescovo di Como Diego Coletti.

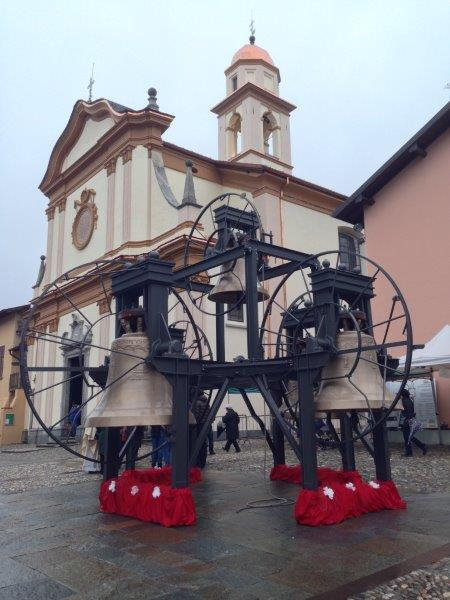
Campane esposte in piazza il giorno della benedizione

| Nr. | Dedica                                  | Nominale | Peso (kg) | Diametro (cm) | Anno di Fusione | Fonditore             |
| 1   | S.Giovanni Battista                     | Si2      | 2598      | 161           | 2013            | Grassmayr - Innsbruck |
| 2   | Beata Vergine Maria                     | Do#3     | 1818      | 143           | 2013            | Grassmayr - Innsbruck |
| 3   | Santi della Diocesi di Como             | Re#3     | 1296      | 126           | 2013            | Grassmayr - Innsbruck |
| 4   | Defunti del paese e Caduti delle guerre | Mi3      | 1094      | 120           | 2013            | Grassmayr - Innsbruck |
| 5   | Santi della Chiesa universale           | Fa#3     | 757       | 107           | 2013            | Grassmayr - Innsbruck |